# Стіл-Крік (Аляска)
Стіл-Крік (англ. Steele Creek) — переписна місцевість (CDP) в США, в окрузі Фербенкс-Норт-Стар штату Аляска. Населення — 6437 осіб (2020).

## Географія
Стіл-Крік розташований за координатами 64°55′36″ пн. ш. 147°23′55″ зх. д. / 64.92667° пн. ш. 147.39861° зх. д. (64.926540, -147.398625).  За даними Бюро перепису населення США в 2010 році переписна місцевість мала площу 240,46 км², з яких 240,45 км² — суходіл та 0,01 км² — водойми.

## Демографія
Згідно з переписом 2010 року, у переписній місцевості мешкали 6662 особи в 2525 домогосподарствах у складі 1806 родин. Густота населення становила 28 осіб/км².  Було 2743 помешкання (11/км²).
Расовий склад населення:
| - 87,4 % — білих - 3,8 % — корінних американців - 0,9 % — азіатів - 0,8 % — чорних або афроамериканців - 0,2 % — вихідців з тихоокеанських островів - 1,1 % — осіб інших рас |

До двох чи більше рас належало 5,9 %. Частка іспаномовних становила 3,2 % від усіх жителів.
За віковим діапазоном населення розподілялося таким чином: 24,7 % — особи молодші 18 років, 68,3 % — особи у віці 18—64 років, 7,0 % — особи у віці 65 років та старші. Медіана віку мешканця становила 39,6 року. На 100 осіб жіночої статі у переписній місцевості припадало 106,1 чоловіків;  на 100 жінок у віці від 18 років та старших — 107,1 чоловіків також старших 18 років.
Середній дохід на одне домашнє господарство  становив 106 080 доларів США (медіана — 82 049), а середній дохід на одну сім'ю — 120 215 доларів (медіана — 99 283). За межею бідності перебувало 3,1 % осіб, у тому числі 1,2 % дітей у віці до 18 років та 0,0 % осіб у віці 65 років та старших.
Цивільне працевлаштоване населення становило 3154 особи. Основні галузі зайнятості: освіта, охорона здоров'я та соціальна допомога — 28,4 %, роздрібна торгівля — 21,7 %, будівництво — 9,9 %, публічна адміністрація — 9,0 %.